# Burns Cottage

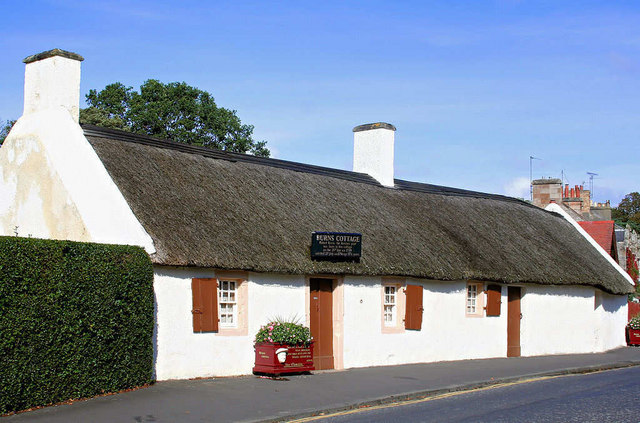
Burns Cottage

Das Burns Cottage ist ein Wohngebäude in der schottischen Stadt Alloway in der Council Area South Ayrshire. Es handelt sich um das Geburtshaus des Dichters Robert Burns. 1971 wurde das Bauwerk in die schottischen Denkmallisten in der höchsten Denkmalkategorie A aufgenommen. Das Robert Burns Birthplace Museum wurde vom National Trust for Scotland übernommen und verwaltet.

## Geschichte
Das Gebäude stammt aus dem Jahre 1737. Bereits vor dessen Hochzeit befand es sich im Besitz von William Burnes, dem Vater von Robert Burns, denn er errichtete um diese Zeit den Südteil des Hauses. Stallung und Scheune wurden hingegen erst nach der Hochzeit erbaut. 1759 kam Robert Burns in Burns Cottage zur Welt. Mit dem Einsetzen eines Besucherinteresses an Burns Geburtshaus im 19. Jahrhundert wurde es zu einer Gastwirtschaft umgestaltet, wobei bauliche Veränderungen nötig waren. Mit der Einrichtung eines Museums durch den Burns Monument Trust gegen Ende des Jahrhunderts wurde das Gebäude nach bestem Wissen wieder in den Originalzustand zurückversetzt. 2019 wurde Burns Cottage von rund 261.000 Personen besucht. 2024 betrug die Besucherzahl etwa 198.000 Personen.

## Beschreibung
Burns Cottage liegt direkt an einer der Hauptverkehrsstraßen von Alloway. Es handelt sich um ein traditionelles einstöckiges Cottage mit Reetdach. Die südostexponierte Frontseite ist sieben Achsen weit und der Grundriss annähernd rechteckig. Nur am Nordende folgt das Gebäude dem gebogenen Straßenverlauf. Das Mauerwerk ist mit Lehm versiegelt und mit Harl verputzt. Es sind drei schlichte hölzerne Eingangstüren vorhanden, zwischen denen Sprossenfenster mit hölzernen Läden angeordnet sind. Die Rückseite ist lediglich fünf Achsen weit und mit einer Türe ausgestattet. Vom Dach ragen zwei firstständige Kamine auf.